# Winthrop (Maine)
Winthrop ist eine Town im Kennebec County des Bundesstaates Maine in den Vereinigten Staaten. Im Jahr 2020 lebten dort 6121 Einwohner in 3297 Haushalten auf einer Fläche von 98,16 km².

## Geografie
Nach dem United States Census Bureau hat Winthrop eine Gesamtfläche von 98,16 km², von denen 80,86 km² Land sind und 17,30 km² aus Gewässern bestehen.

### Geografische Lage
Winthrop liegt im Südwesten des Kennebec Countys. Im Osten grenzt der Cobbosseecontee Lake an. Im Norden ragt der Maranacook Lake und im Süden der Annabessacook Lake in das Gebiet der Town. Im Westen grenzen der Wilson- und der Berry Pond an. Weitere kleinere Seen befinden sich auf dem Gebiet von Winthrop. Die Oberfläche ist leicht hügelig, die höchste Erhebung ist der 249 m hohe Mount Pisgah.

### Nachbargemeinden
Alle Entfernungen sind als Luftlinien zwischen den offiziellen Koordinaten der Orte aus der Volkszählung 2010 angegeben.
- Norden: Readfield, 3,3 km
- Osten: Manchester, 11,3 km
- Südosten: West Gardiner, 10,3 km
- Süden: Monmouth, 6,4 km
- Westen: Wayne, 11,6 km
- Nordwesten: Mount Vernon, 11,9 km

### Stadtgliederung
In Winthrop gibt es mehrere Siedlungsgebiete: East Winthrop, Galeville, Island Park, Maranacook, Tallwood, Winthrop und Winthrop Center (formerly Baileyville).

### Klima
Die mittlere Durchschnittstemperatur in Winthrop liegt zwischen −7,2 °C (19 °Fahrenheit) im Januar und 20,6 °C (69 °Fahrenheit) im Juli. Damit ist der Ort gegenüber dem langjährigen Mittel der USA um etwa 6 Grad kühler. Die Schneefälle zwischen Oktober und Mai liegen mit bis zu zweieinhalb Metern mehr als doppelt so hoch wie die mittlere Schneehöhe in den USA; die tägliche Sonnenscheindauer liegt am unteren Rand des Wertespektrums der USA.

## Geschichte
Winthrop wurde zunächst als Plantation Pondtown genannt. Pondtown gehörte zum Kennebec Purchase von Gouverneur Bradfords Plymouth Plantation in Massachusetts. Die Besiedlung in dem Gebiet startete 1765. Erster Siedler war Timothy Foster. Als Town wurde Winthrop am 26. April 1791 organisiert und der Name in Winthrop nach John Winthrop, Jr., dem ersten Gouverneur von Massachusetts, geändert. Bis 1791 gehörte auch Readfield zum Gebiet der Town. Bereits 1783 war Winthrop im General Court vertreten. Ein Postamt wurde 1800 eingerichtet, die Winthrop Woolen Company wurde 1809 gegründet. Weitere Gewerbe siedelten sich im Village von Winthrop an.

### Einwohnerentwicklung
| Volkszählungsergebnisse – Town of Winthrop, Maine | Volkszählungsergebnisse – Town of Winthrop, Maine | Volkszählungsergebnisse – Town of Winthrop, Maine | Volkszählungsergebnisse – Town of Winthrop, Maine | Volkszählungsergebnisse – Town of Winthrop, Maine | Volkszählungsergebnisse – Town of Winthrop, Maine | Volkszählungsergebnisse – Town of Winthrop, Maine | Volkszählungsergebnisse – Town of Winthrop, Maine | Volkszählungsergebnisse – Town of Winthrop, Maine | Volkszählungsergebnisse – Town of Winthrop, Maine | Volkszählungsergebnisse – Town of Winthrop, Maine |
| Jahr                                              | 1700                                              | 1710                                              | 1720                                              | 1730                                              | 1740                                              | 1750                                              | 1760                                              | 1770                                              | 1780                                              | 1790                                              |
| ------------------------------------------------- | ------------------------------------------------- | ------------------------------------------------- | ------------------------------------------------- | ------------------------------------------------- | ------------------------------------------------- | ------------------------------------------------- | ------------------------------------------------- | ------------------------------------------------- | ------------------------------------------------- | ------------------------------------------------- |
| Einwohner                                         |                                                   |                                                   |                                                   |                                                   |                                                   |                                                   |                                                   |                                                   |                                                   | 1226                                              |
| Jahr                                              | 1800                                              | 1810                                              | 1820                                              | 1830                                              | 1840                                              | 1850                                              | 1860                                              | 1870                                              | 1880                                              | 1890                                              |
| Einwohner                                         | 1219                                              | 1444                                              | 1619                                              | 1888                                              | 1915                                              | 2154                                              | 2338                                              | 2229                                              | 2146                                              | 2111                                              |
| Jahr                                              | 1900                                              | 1910                                              | 1920                                              | 1930                                              | 1940                                              | 1950                                              | 1960                                              | 1970                                              | 1980                                              | 1990                                              |
| Einwohner                                         | 2088                                              | 2114                                              | 1902                                              | 2334                                              | 2508                                              | 3026                                              | 3537                                              | 4335                                              | 5889                                              | 5968                                              |
| Jahr                                              | 2000                                              | 2010                                              | 2020                                              | 2030                                              | 2040                                              | 2050                                              | 2060                                              | 2070                                              | 2080                                              | 2090                                              |
| Einwohner                                         | 6232                                              | 6092                                              | 6121                                              |                                                   |                                                   |                                                   |                                                   |                                                   |                                                   |                                                   |

## Kultur und Sehenswürdigkeiten

### Bauwerke
In Winthrop wurden mehrere Gebäude und eine archäologische Stätte unter Denkmalschutz gestellt und ins National Register of Historic Places aufgenommen:
- Moses Bailey House, aufgenommen 1984, Register-Nr. 84000325
- Charles M. Bailey Public Library, aufgenommen 1985, Register-Nr. 85001264
- Cobbossee Lighthouse, aufgenommen 1984, Register-Nr. 84001369
- Jon Lund Site, aufgenommen 1980, Register-Nr. 80000234
- Winthrop Mills Company, aufgenommen 2014, Register-Nr. 14000835

## Wirtschaft und Infrastruktur

### Verkehr
Der U.S. Highway 202 führt von Südwesten nach Nordosten durch Winthrop und verbindet Winthrop mit Green im Südwesten und Augusta im Nordosten. Die Maine State Route 136 verläuft in nordsüdlicher Richtung durch den Osten der Town, parallel zum Westufer des Cobbosseecontee Lakes. Vom Highway in nordwestlicher Richtung zweigt die Maine State Route 133 ab, deren Strecke teilweise mit der nordwärts verlaufenden Maine State Route 41 deckungsgleich ist.
Die Güterbahnstrecke Cumberland Center–Bangor verläuft durch Winthrop. Bereits 1849 wurde Winthrop durch die inzwischen stillgelegte Androscoggin and Kennebec Railroad an das Eisenbahnnetz angeschlossen. Im Jahr 1902 erreichte die Straßenbahn Augusta Winthrop.

### Öffentliche Einrichtungen

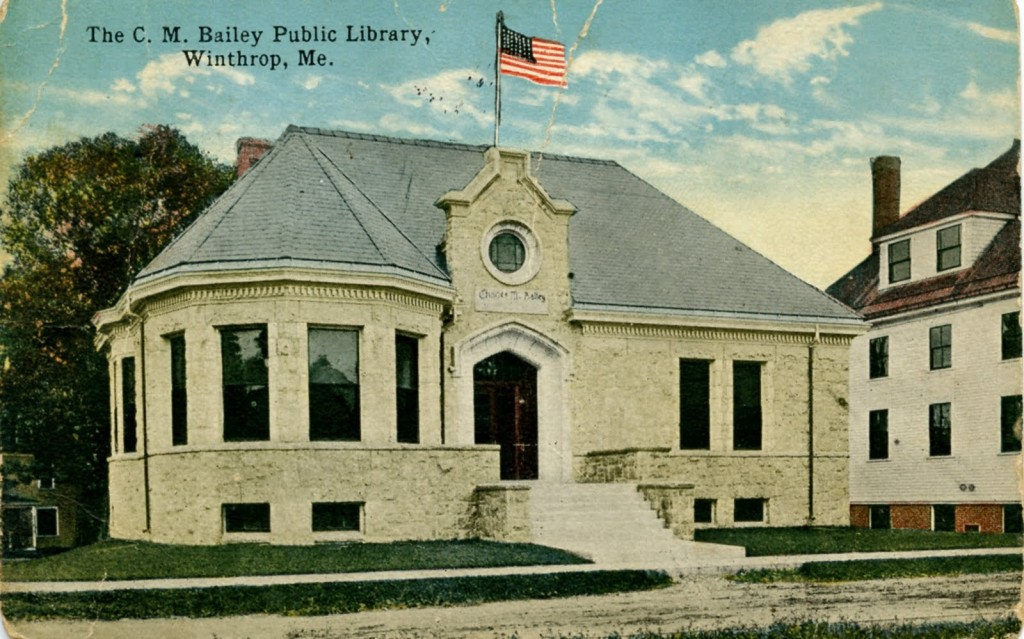
CM Bailey Public Library 1922

In Winthrop befinden sich mehrere Rehabilitationseinrichtungen. Weitere medizinische Einrichtungen und Krankenhäuser befinden sich in Augusta.
In Winthrop befindet sich die CM Bailey Public Library. Sie wurde am 8. Juli 1889 gegründet. Ursprünglich war sie in Downtown Winthrop angesiedelt und hatte zum Zeitpunkt ihrer Gründung einen Bestand von 1322 Bänden. Durch eine Spende von Charles M. Bailey konnte zu Beginn des 20. Jahrhunderts ein neues Gebäude errichtet werden, welches am 2. Dezember 1916 eröffnet wurde.

### Bildung
Für die Schulbildung in Winthrop ist Winthrop Public Schools zuständig.
In Winthrop befinden sich folgende Schulen:
- Winthrop Grade School mit Schulklassen von Pre-Kindergarten bis zum 5. Schuljahr
- Winthrop Middle School mit Schulklassen vom 6. bis 8. Schuljahr
- Winthrop High School mit Schulklassen vom 9. bis 12. Schuljahr

In Winthrop befindet sich auch der Sitz der Monmouth/Winthrop Adult Education.

## Persönlichkeiten

### Söhne und Töchter der Stadt
- Samuel P. Benson (1804–1876), Politiker
- Elizabeth Armstrong Reed (1842–1915), Orientalistin

### Persönlichkeiten, die vor Ort gewirkt haben
- Lauren Jacobs (* 1985), Skilangläuferin und Biathletin
- Jotham Bradbury Sewall (1825–1913),  Pfarrer, Klassischer Philologe und Hochschullehrer